# Drobtinci
Drobtinci je naselje u slovenskoj Općini Apači. Drobtinci se nalazi u pokrajini Štajerskoj i statističkoj regiji Pomurju. 

## Stanovništvo
Prema popisu stanovništva iz 2002. godine naselje je imalo 129 stanovnika.